# 韩国时尚
韩国的时尚从几十年前开始，受到了过去的西方文化、韩国的财富、韩国的社交媒体实践以及韩国高速的经济发展的影响，从而发展成现在的“韩流”。韩流即对韩国文化欣赏的传播，随着韩流的兴起，韩国在全球时尚潮流中也具有较高的影响力。
韩国的时尚一直影响着世界潮流风向。韩国的风格以富于表现力和反映个性而闻名，而这是其北方对手朝鲜的风格所没有的。

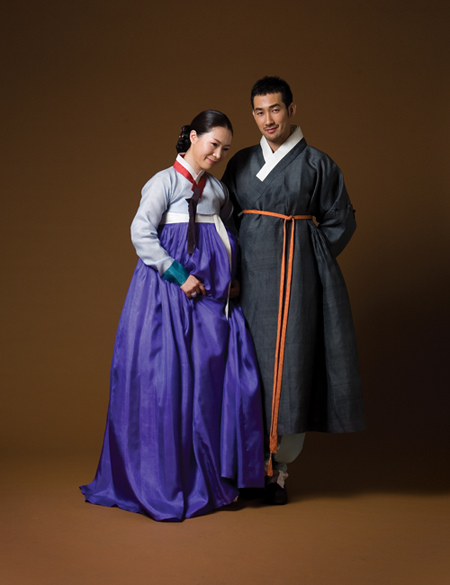
韩服

此外，韩流可能会影响时尚界。例如，据推测，一些来自韩国的流行歌星最近在纽约等大城市亮相，可以看到他们体现了来自国际各地的趋势和风格。记者兼作家尤尼·洪预测，这种时尚现象将很快席卷全球。

## 历史

### 古代和前现代

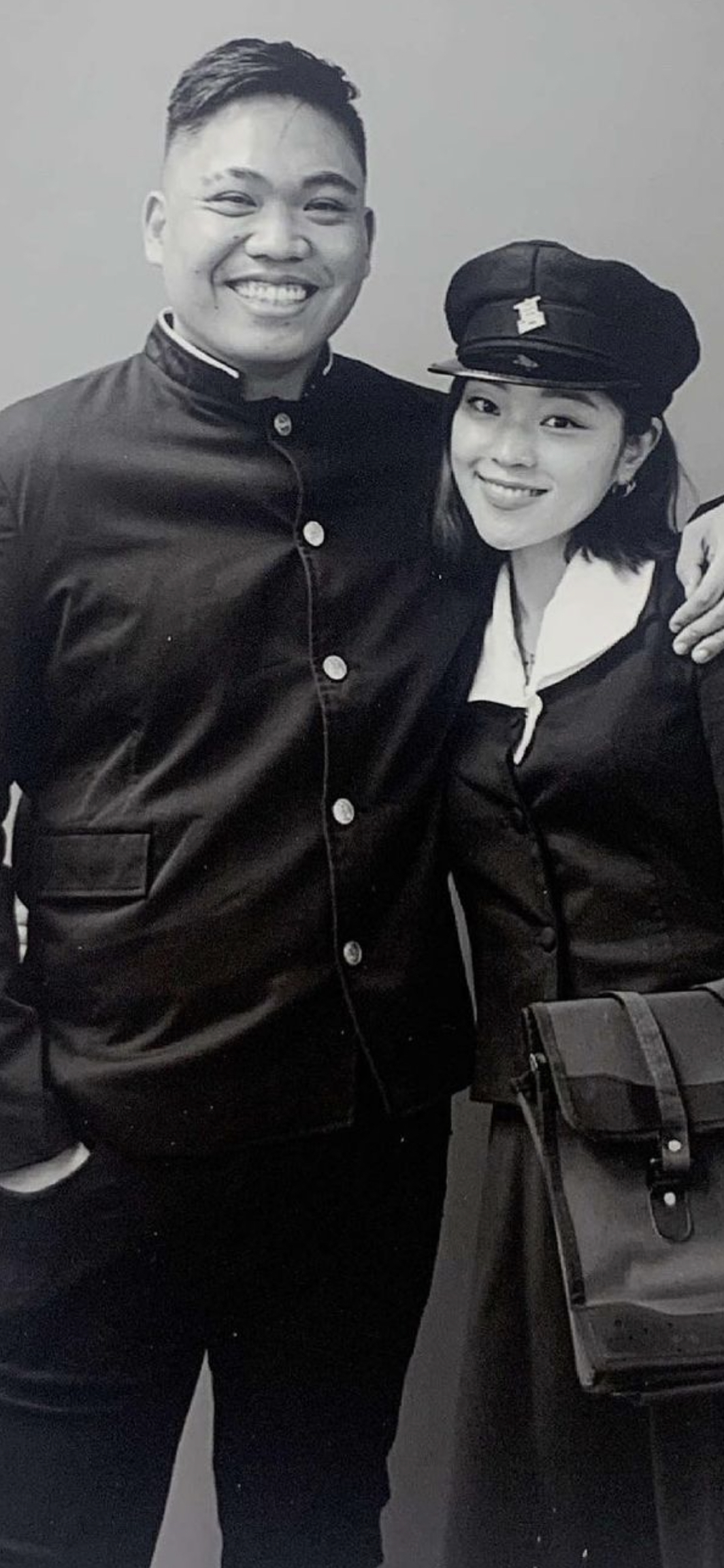
韩国老式服装

冬天的衣服通常是用柔软的棉花塞在丝绸层或棉花层之间制成的。夏天穿的衣服是用大麻纤维和苎麻布制成的。这些衣服的组成部分有助于形成传统韩国服饰韩服的外观和风格。 从历史上看，韩国人更喜欢穿白色衣服，这一传统被认为源于朝鲜三国时期。对韩国人来说，白色传统上象征着简单、正直、纯真和高贵。

### 流行趋势
- 1950 年代至 60 年代：将西方服装引入韩国文化。
- 1970-80 年代：成衣行业的发展（工厂生产的服装，现成的）。
- 1980 年代至 90 年代：SFA 的组织； 设计师品牌的知名度增加。
- 现在：时尚的国际化； 韩国名牌服装的海外扩张。[7]

“今天的韩国时尚始于 1800 年代后期，受到西方影响的交织。在那之前，在朝鲜时期（1392-1897 年），韩国韩服是典型的时尚选择。韩服由一件衬衫和宽松的- 合身的裤子或裙子。女性穿 jeongi（衬衫或夹克）和 chima（裙子）；男性穿 jeongi 和 baji（裤子）。韩服是日常穿着，精英们穿的是奢华版。在此期间， 化妆品由天然材料制成，传统上很简单。然而，到 1800 年代后期，随着西方人和日本影响的到来，韩国时装和化妆品开始失去其传统风格和元素。”（参考https://asiahousearts.org/evolution-south-korean-fashion-makeup-culture/ （页面存档备份，存于））

### 时尚产业概述
- 1917–1919：纺织业开放； 朝鲜纤维公社和江城纤维成立，劳动力低廉的劳动密集型产业开始。
- 1960 年：当第一家大规模生产企业出现时，劳动密集型产业发生了变化。
- 1970年：开始女装业； 少数民族设计师在小型精品店制作女性成衣。[8]

- 1972-1977：大公司参与制作成衣（服装质量自动提高）。

- 70年代后：随着国民生产总值的增加和女性社会的首次亮相，开始出现更多样的女装。
- 1980–1982：彩电的出现；校服和发型规定影响了韩国的时尚。[9]
- 1986-1988年：亚运会和1988年夏季奥运会的举办促进了运动服装品牌的发展。
- 1997 年：时装业在 IMF 中下滑。[10]
- 1999年：时装业复苏（名牌高档面料越来越引人注目）。[11]
- 现在：政府的支持和公众的关注导致设计师时装的发展； 韩国时装业正在确立其在世界上的地位。[12]

### 时尚秀
- 1955 年：主要在韩国使用官方名称设计师； 授权设计师是 Norano Soo-kyung Seo, Young-ae Kim(kor: 노라노, 서수경, 김영애)[13]
- 1958 年：第一届时装大赛开幕。[14]
- 1962 年：首场国际时装秀。

- 1964 年：第二届时装大赛开幕。

- 1966 年：韩国时装秀在东南亚博览会开幕。
- 1969 年：KFDA（纽约韩国设计师协会）成立。[15]
- 1970 年：韩国时装秀在日本 70 年代世博会开幕。
- 1972 年：农民时装秀在社区发展研究会开幕，KPD（釜山设计师协会）成立。
- 1983 年：首届纺织品和时装设计竞争性展览开幕。
- 1987 年：双番窟（韩语：쌍방울）开张； 首场多学科布艺时装秀。
- 1990 年：S.F.A.A collection openshttps，设计师Sin-woo Lee参与Tokyo collection； 得益于东京时装系列，韩国的时尚界广为人知。
- 1992 年：大田世博制服节开幕，韩国设计师走向海外。
- 1993 年：韩国设计师在巴黎参加 prêt-à-porter（成衣时装）。
- 目前：韩国设计师在许多国家举办韩国时装秀，经常展示韩国风格。[16]
- 2011年：韩服时装秀在韩国首尔举行。 韩服被认为是韩国习俗的传统服装。[17]

## 设计师
20世纪90年代初，设计师李信宇参与了东京系列。李信宇、李英熙、金茶玉、洪美华等人参加了在巴黎举行的pret-a-porter。韩国设计师积极出现在国际舞台上，他们的设计在世界各地展出。韩国政府开始鼓励有才华的设计师。 到 20 世纪 90 年代末，由于货币危机，对才华横溢的设计师的鼓励有所下降。最近，政府支持设计师，那些在国内经济中不太成功的设计师也开始走向国外。
- Moon Young Hee 是一位以现代主义方式表达韩国思想的设计师。 1960年代末，她曾在Wha Shin Renaun担任设计师，1974年创立“Moon boutique”成衣品牌，1992年创立“Moon Young Hee”设计师品牌[20]。
- 安德烈·金（Andre Kim，1935 年 8 月 24 日（京畿道高阳市）- 2010 年 8 月 12 日）是一位居住在韩国首尔的韩国时装设计师。 他主要以晚礼服和婚纱系列而闻名。[21]
- Lie Sang-Bong 是主要时装设计师，在成衣店展示韩国时装，这是全球时装业的核心。 Lie 毕业于首尔艺术大学，1983 年在中央设计大赛中获奖，从而作为时装设计师出道。 1993 年，他在首尔时装周上展示了他的第一个系列“The Reincarnation”，引起了韩国时尚界的关注。 1999 年，他被首尔市长提名为“年度最佳设计师”。 最后，2002 年，他在巴黎首次亮相，推出了他的第一部作品《失落的回忆录》。 2006年，Lie Sang-Bong担任全球设计师，首次展示韩文设计服装，并为Yuna Kim提供定制设计。 自 Andre Kim 去世后，Lie Sang-Bong 正在成为一位“有影响力的设计师”。[22]
- Steve J 和 Yoni Pare 嫁给了设计师。 他们制作机智而有特色的衣服。 [23]他们于 2013 年 3 月 27 日（下午 4:00）在汝矣岛国际金融中心举办了 2013 秋冬系列。 Steve J & Yoni P 2013 秋冬系列的主题是“经典遇见朋克”。 [24]
- 设计师 Lee Suk Tae 毕业于巴黎的 L'ecole de la Chambre Syndicale de la Couture Parisienne 和 L'ecole de studio berco。 他曾在巴黎的法国年轻设计师大赛中入选，曾在Sonia Rykiel 和Christian Dior 的巴黎总部工作。 他于1997年推出自己的品牌，并应韩国时装协会邀请在香港时装周上展示系列。 此后，他在江南开设了自己的商店，并被选为首尔“10 位灵魂设计师”之一。[25]
- Andersson Bell 是一个越来越受欢迎的韩国设计师品牌，其服装灵感来自韩国和斯堪的纳维亚文化。 该品牌在欧洲市场热销，并入驻Net-A-Porter网购平台。[26]

## 品牌
- 慕尼黑现代创意(MCM)是一个皮革制品、服装和鞋类的奢侈品牌，由Sungjoo Design Tech & Distribution所有。该品牌由迈克尔·克罗默于1975年在慕尼黑创立，名为“迈克尔·克罗默慕尼黑”(MCM)。[27]
- Bean Pole是属于Cheil Industries(三星集团)的时尚品牌。Bean Pole品牌已经成功发展成为一个可以与拉尔夫·劳伦这样的品牌竞争的品牌。
- Who.A.U. 是衣恋旗下的流行服装品牌，读作“who are You”，以比其竞争对手相对便宜的价格销售服装。 他们的主要营销策略是模仿加州和异国情调的外观。

- Hazzys 和 Darks 是属于 LG Corporation 的时尚品牌。[28]
- Teenie Weenie是衣恋集团旗下的成人服饰店和SPA品牌。
- BangBang 迎合青少年和年轻人的需求，提供休闲服装系列。 价格适中，款式千变万化，紧跟当今社会潮流。
- Beyond Closet 专注于从高中到时髦街头风格的青年服装。[29]
- Romantic Crown 是一个具有欧洲风情的韩国街头服饰品牌。 它的口号是“Life is Romantic”，该品牌将简单的细节融入到他们的时尚单品中，使其成为适合休闲或半正式场合穿着的时尚单品。 他们在中国卖得很好。
- AQO Studiospace 是一个相对较新的街头服饰品牌，但因其可爱的服装而获得了很多认可。 他们的服装也经常被 blackpink 等韩流偶像穿着。
- Acme de la vie 是全球知名的韩国街头服饰品牌之一。 他们以印有娃娃脸的超大图案 T 恤而闻名。 他们还有许多合作，包括 Kakao 朋友、米老鼠和玩具总动员[30]

## 超级人才时装周
超级人才时装周是一个在全球范围内举办的服装贸易展，代表着世界超级人才的超模影响者、摄影师、艺术总监和造型师，在多个国家举办时尚活动。它的组织者与行业组织合作，并与地方和国家政府合作。它在首尔、巴黎埃菲尔铁塔、摩德纳法拉利汽车、戛纳、米兰、威尼斯、罗马举行，被定位为超模影响力的世界领导者。它在韩国国际展览中心、大邱纺织厂、韩国仁川国际机场、埃菲尔铁塔、巴黎老佛爷百货公司、少女峰、雪朗峰、瑞士举行。

### 首尔时装周
首尔时装周是每年在春夏和秋冬两季举办两次的全球时尚盛会。它始于 1987 年，由首尔市赞助，由 Inotion World Wide 执行。 时装周于 3 月和 10 月在韩国举行，随后在纽约、巴黎、伦敦和米兰举行时装秀。该活动具有包容性和多样性，将高级时装与街头风格相结合。首尔时装周分为三个部分：
1.首尔精选：韩国高端时尚盛会。 该系列是韩国时尚界最大的系列之一。
2.Generation Next 是一个即将推出的面向韩国设计师的时装设计项目。 它专注于经验少于 5 年的设计师。 本节强调独特的外观和创造性思维。

3.首尔时装展是展示韩国时装公司的展览。 它的使命是通过帮助建立商业伙伴关系以在全球时尚市场上竞争来发展韩国时尚公司。 公司很容易在展会上获得一席之地。

### 韩国时装设计大赛
韩国时装设计大赛旨在寻找韩国崭露头角的设计人才。 该比赛始于1983年，自2004年以来一直得到韩国政府的支持，用于推广新设计师。比赛旨在：
1.寻找有前途的新韩国设计师。
2.为这些设计师提供战略性和系统性的指导、广告和营销支持。

3.在国际范围内展示韩国时尚，向世界展示韩国时尚是一个高价值产业。

### 2013年韩国时尚周
韩国时尚周是2013年在韩国COEX举办的展览。它是韩国首次将时装秀和展会形式相结合的展览。这样做是为了方便在网上找到新的设计师和时装。韩国时尚周是公司向公众介绍其产品的机会。这是通过创建造型课程、跑道、跳蚤市场等活动来完成的。

### K-Pop：首尔时尚音乐会上的K收藏
K收藏上一次于 2012 年 3 月 11 日在首尔奥林匹克体育场举行。 该活动由韩国旅游组织主办，MBLAQ、Infinite、Big Bang、IU、少女时代和 Miss A 等 K-Pop 艺术家进行了表演。时装秀展示了 2PLACEBO、8seconds 的系列（以及其他） 、Kappa 和 Skin Food。

## Kpop和时尚界
随着韩流席卷许多国家，如日本和印度尼西亚，中东，欧洲，北美和大洋洲，韩国流行时尚的影响被推测已经激发了国内和国际时尚。时尚在韩国文化的许多方面都发挥着不可或缺的作用，例如韩国流行音乐，也称为K-pop。许多艺术家被视为宣传或与主要时尚品牌合作的一种方式，并且他们在舞台上和舞台下都穿着名牌服装。

### 2ne1时尚浪潮
2NE1向韩国观众介绍了纪梵希和巴尔曼等高端时尚品牌。 根据时尚芭莎的说法，“韩国风格是街头服饰与奢华的结合”。 他们进一步强调，趋势是将欧洲品牌和街头品牌结合在一起。

### Blackpink 和 Mulberry
人气女子组合 Blackpink 的成员 Lisa 和 Rose 登上了Dazed Korea九月刊。他们的合奏由 Mulberry 2018 秋冬系列的单品制成。 此外，他们还坐在今年首尔桑树秀的前排。 英国主要时装公司的创意总监约翰尼·古卡 (Johnny Coca) 的目标不仅是让 Mulberry 在英国成为知名品牌，而且还在韩国等地获得国际认可。 在 Vogue 的一篇文章中，Coca 表示“韩国是收入第二（最大）的国家，因此参与扩张并向韩国客户更多地宣传品牌及其传统非常重要”。

### Winner和巴宝莉
另一家著名的英国时装公司巴宝莉 (Burberry) 则由流行的 K-pop 组合 Winner 的两名成员 Mino 和 Hoony 担任主角。 她们身着 Burberry 2018 春夏系列参加品牌秀。 此外，他们一抵达英国就可以抢先体验 2018 年春季系列。 根据 Vogue 的一篇文章，“两人在伦敦享受时光的同时穿着完整的造型，分享了他们自己的多张照片，肯定会成为最令人垂涎的季节之一。在分享格子呢手提包和经典风衣的快照时， 两人还设法挤进了一点观光……”

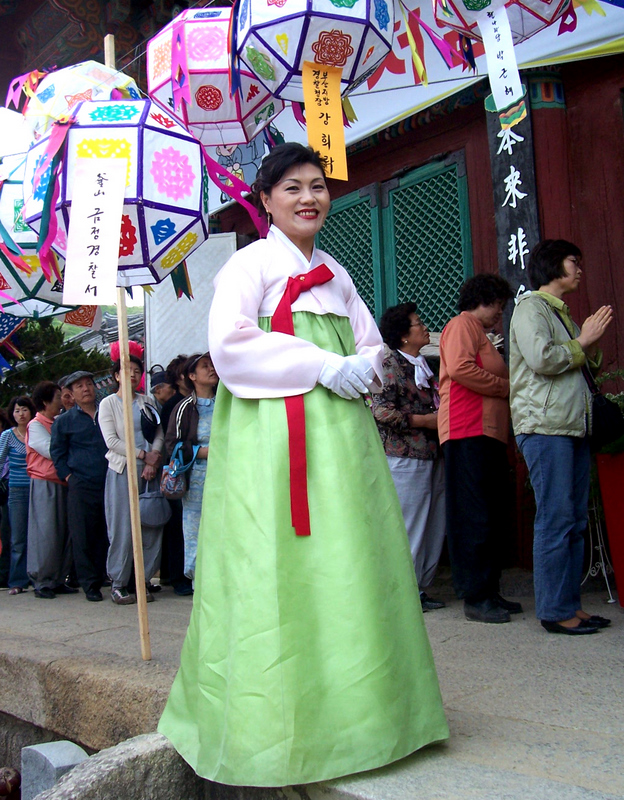
A woman in Hanbok at Beomeosa in Busan City.